# Кокуцу-дати
Кокуцу-дати (яп. 後屈立ち) — основная задняя защитно-боевая стойка в каратэ.

## Позиция

Положение стоп в кокуцу-дати

Длина стойки кокуцу-дати — одна-полторы ширины плеч. Пятки находятся на одной линии. Стопа передней ноги смотрит вперёд. Стопа задней ноги развёрнута во внешнюю сторону на угол 90 градусов и опирается на всю площадь подошвы. Две трети (или 70 процентов) веса тела приходится на заднюю ногу. Обе ноги находятся в полусогнутом положении, при этом колено передней ноги направлено вперёд, задней — в сторону. Тело расположено вертикально. Исходное положение рук — одноимённый сюто-укэ.
Стойка может быть как левосторонней — с левой ногой впереди (хидари), так и правосторонней — с правой ногой впереди (миги).
В зависимости от стиля стойка может несколько отличаться длиной, высотой и шириной. В ряде стилей (например, Кёкусинкай) передняя нога опирается только на подушку пальцев (тюсоку), а пятка оторвана от пола. В других стилях (например, Сётокан) передняя нога опирается на всю поверхность стопы, при этом в них существует родственная стойка, более короткая с разворотом задней ноги на 45 градусов и передней ногой на тюсоку — нэкоаси-дати («кошачья» стойка).

## Выход в кокуцу-дати
По команде левая, а в Кекусинкай правая, (если особо не оговорено противное) нога перемещается вперёд на длину стойки с одновременным перемещением вправо так, чтобы обе пятки находились на одной фронтальной линии. Одновременно опускается центр тяжести и выполняется одноимённый блок сюто-укэ.

## Перемещение в кокуцу-дати

### ВСётокан
Стопа передней ноги на пятке разворачивается во внешнюю сторону, задняя нога перемещается в направлении движения с одновременным сюто-укэ, после чего стойка фиксируется.

### ВКёкусинкай
Стопа передней ноги на носке поворачивается внутрь, задняя нога перемещается в направлении движения с одновременным сюто-укэ, после чего стойка фиксируется.
Во всех случаях высота стойки при перемещении не изменяется.

## Разворот в кокуцу-дати
Существует два способа разворота в кокуцу-дати — длинный и короткий.
При длинном развороте передняя нога уводится назад так, чтобы длина и ширина стойки сохранялась. Разворот выполняется с одновременным сюто-укэ. При этом виде поворота вариант стойки (хидари или миги) не меняется.
При коротком развороте передняя нога смещается вправо (при левосторонней стойке) или влево (при правосторонней), после чего происходит разворот с одновременным сюто-укэ. При данном варианте разворота меняется впередистоящая нога: хидари на миги и наоборот.